# Colletes halophilus
Colletes halophilus, пчела рударска астра, је ретка врста рударске пчеле
Colletes cunicularius из породице Колетида која се налази на рубовима сланих мочвара и других приобалних станишта у југоисточној Енглеској и северозападној Европи. Угрожена је порастом нивоа мора и људским развојем који смањује његову биљку за исхрану морске астре (Aster tripolium) и уништава њена подручја гнежђења.

## Опис
Colletes halophilus је упечатљива рударска пчела са кратким језиком чији је грудни кош обложен црвенкастосмеђом длаком и црни стомак са контрастним бледо беличастим до жутим тракама. Женке су веће и сјајније од мужјака. Одрасле јединке C. halophilus имају дужину од 11–14 мм. Постоје две сличне западноевропске пчелиње врсте — бршљан (Colletes hederae) и обични колет (Colletes succintus) — али су оне еколошки одвојене од C. halophilus.

## Дистрибуција
Colletes halophilus има веома ограничену распрострањеност, и налази се у обалској источној Енглеској према југу дуж источне обале поред ушћа Темзе, и дуж јужне обале до Хемпшира и најисточнијег Дорсета. Изван Енглеске, C. halophilus има ограничену распрострањеност на атлантским обалним регионима западне Европе, од Фризијских острва на северу до обала Бискајског залива у југозападној Француској.

## Станиште
C. halophilus је снажно повезан са слатинама. Агрегације које се гнезде се налазе на унутрашњим ивицама сланих мочвара ван домашаја свих осим највећих плиме и осеке и близу извора хране. Места која се бирају за гнезда су обично гола песковита тла, која су топлија од околних површина са вегетацијом због изложености сунцу, често постављена на падинама окренутим према југу. Као и природна станишта, C. halophilus користи вештачка станишта као што су некадашња индустријска или браунфилд локације, морски зидови и гомиле песка.

## Биологија
Colletes halophilus су „усамљене пчеле“, али се гнезде у агрегацијама, које понекад могу да буду и хиљаде. Гнезде се у голом тлу — на пример, тамо где је вегетација уклоњена склизцима — у гомилама земље, па чак и у јазбинама европских зечева и око њих. Гнездилишта се налазе на ивици сланих мочвара и могу повремено бити поплављена највећим пролећним плимама; примећене су пчеле како излазе из недавно потопљеног блата. Свака женка копа своју рупу, ствара ћелије и сама их обезбеђује. Свако гнездо се састоји од кратке, закривљене јазбине која се завршава скупом од око пола туцета ћелија које зраче око краја осовине. Мужјаци понекад формирају склоништа; таква склоништа могу се састојати од чак десетак јединки које се одмарају на стаблима траве.
Активне су од касног лета, понекад већ у јулу, а мужјаци први излазе и остају близу места избијања где траже женке за парење. Када женка изађе, мужјаци се роје према њој и покушавају да се паре; могу формирати „лоптицу за парење“ са много мужјака који окружују једну женку. Након парења, женке почињу да копају своје јазбине, облажући зидове јазбина жлезданим секретом који се стврдне и делује као одбрана против гљивица. Свака ћелија је снабдевена поленом и нектаром, углавном сакупљеним из цветова морске астре, а период лета пчеле је временски усклађен са периодом цветања морске астре.
Појава одраслих јединки C. halophilus у касно лето значи да је ова врста униволтина, а пчеле презимљују у својим наталним ћелијама да би следећег лета изашле као одрасле и поново започеле животни циклус. Пчеле се хране ограниченим спектром биљака, углавном у Asteraceae, укључујући варолицу (Reseda luteola),  али је морска астра посебно важна. И мужјаци и женке морају да се хране поленом да би покренули свој лет, а важно је да се гнездеће агрегације налазе близу извора хране. C. halophilus паразитира пчела кукавица Epeolus variegatus која преузима гнезда рударске пчеле, укључујући и храну, и време њеног појављивања се поклапа са C halophilus. Други паразит је саркофагидна мува Miltogramma punctata која је узгајана из пупарија узетих из гнезда C. halophilus и посматрана како лети око улаза у гнездо.

## Конзервација
Colletes halophilus је класификован као „скоро угрожен“ од стране Међународне уније за заштиту природе и Европске комисије  и наведен је као национално запажен у Великој Британији  и на националној црвеној листи у Немачкој . Има малу укупну популацију коју чине дисперзоване и изоловане подпопулације које су угрожене уништавањем станишта, управљањем обалом и урбаним и инфраструктурним развојем његовог станишта, места гнежђења и биљака домаћина. Такође може бити угрожен порастом нивоа мора изазваним климатским променама. Јавља се у бројним заштићеним подручјима.
C. halophilus ће лако користити места које је направио човек, а то значи да напори за очување могу укључити и стварање одговарајућих места за гнежђење. Једна од највећих агрегација за гнежђење у Енглеској налази се у некадашњем дворишту агрегата где се пчеле гнезде у великој вештачкој гомили песка. Чак и у малом обиму, управници земљишта могу створити голе делове у близини извора хране на којима би пчеле могле да се гнезде тако што ће врло кратко сећи вегетацију како би се открило голо земљиште. У једном случају, голе површине земље су састругане између редова астера и колонизовале су их пчеле, док су у већем обиму коришћени булдожери за стругање тла од вегетације.